# Пйотрковиці (Келецький повіт)
Пйотрковиці (пол. Piotrkowice) — село в Польщі, у гміні Хмельник Келецького повіту Свентокшиського воєводства.
Населення — 578 осіб (2011).
У 1975-1998 роках село належало до Келецького воєводства.

## Демографія
Демографічна структура на день 31 березня 2011 року:
|          | Загалом | Допрацездатний вік | Працездатний вік | Постпрацездатний вік |
| -------- | ------- | ------------------ | ---------------- | -------------------- |
| Чоловіки | 291     | 70                 | 195              | 26                   |
| Жінки    | 287     | 53                 | 179              | 55                   |
| Разом    | 578     | 123                | 374              | 81                   |